# Jana Bobošíková
Jana Bobošíková (n. 29 august 1964, Praga, Cehoslovacia) este un om politic ceh, membru al Parlamentului European în perioada 2004-2009 din partea Cehiei.